# Щілинозуб гаїтянський
Щілинозуб гаїтянський (Solenodon paradoxus) — ссавець роду щілинозуб, що водиться на о. Гаїті. До 1960-х рр. він не вважався вимираючим видом, однак у результаті вирубки лісів і тиску з боку завезених видів, його чисельність різко скоротилася. Зараз він, мабуть, водиться тільки в двох місцях: в національних парках Jaragua і Parque del Este у Домініканській республіці.
Щілинозуб гаїтянський відрізняється від кубинського меншими розмірами, маленькими вухами, грубим коротким хутром та забарвленням хутра, яке варіює від чорного до насиченого червоно-коричневого. У хоботку є передносова кістка. Слина отруйна.
Це тварини, які створюють цілу систему тунелів і харчуються спійманими в них комахами та іншими безхребетними. У пошуках їжі підривають коріння рослин, наносячи деяку шкоду сільському господарству.
Розмноження гаїтянського щілезуба вивчено краще, ніж у кубинського. Певного сезону розмноження у нього немає. Самка після 50 днів вагітності приносить в гніздовий норі 1-3 дитинчат, вагою 40-55 г і довжиною 15,2-16,3 см. Вони сліпі і майже голі. Виживають лише 2 дитинчати, за числом сосків. З 75 дня вони переходять на тверду їжу і стають самостійними, однак часто залишаються з матір'ю. Самець про потомство не піклується.